# La Serratella
La Serratella (do 2013 roku pod hiszpańską nazwą Sarratella) – gmina w Hiszpanii, we wspólnocie autonomicznej Walencja, w prowincji Castellón, w comarce Alt Maestrat.
Powierzchnia gminy wynosi 18,81 km². W 2018 roku liczba ludności wynosiła 101, a gęstość zaludnienia 5,37 osoby/km². W trzecią niedzielę sierpnia w gminie odbywają się regionalne fiesty.

## Demografia
| 1990 | 1992 | 1994 | 1996 | 1998 | 2000 | 2002 | 2004 | 2005 |
| ---- | ---- | ---- | ---- | ---- | ---- | ---- | ---- | ---- |
| 123  | 108  | 111  | 109  | 96   | 87   | 94   | 91   | 91   |